# Baltasar Albéniz
Baltasar Albéniz Martínez (* 6. Januar 1905 in Eibar; † 29. November 1978 in Pamplona) war ein spanischer Fußballspieler und -trainer.

## Karriere
Von 1930 bis 1935 spielte Baltasar Albéniz bei mehreren baskischen Vereinen als Verteidiger. 1935 beendete er seine Fußballerkarriere bei Arenas Club de Getxo und wurde noch im selben Jahr ihr Trainer. Bis zum Ausbruch des spanischen Bürgerkrieges 1936 leitete er die Mannschaft. Erst 1941 kehrte er bei Celta Vigo wieder auf die Trainerbank zurück. Nach einem Abstecher zu Espanyol Barcelona wurde er 1947 von Real Madrid verpflichtet. Er gewann mit den Merengues 1947 die Copa del Rey, verließ die Hauptstadt, um für ein Jahr Deportivo Alavés zu trainieren, und kehrte im Oktober 1950 als Nachfolger des entlassenen Engländers Michael Keeping zu Real Madrid zurück, wo er aber bereits im März des folgenden Jahres durch den Uruguayer Héctor Scarone ersetzt wurde.
1951 wurde er zum Co-Trainer der spanischen Nationalmannschaft ernannt und arbeitete ein Jahr lang für die Selección. Danach kehrte er ins Baskenland zurück, wo er CA Osasuna und Athletic Bilbao trainierte. Mit letzteren gewann Albéniz 1958 wieder die Copa del Rey. Nach einem kurzen Abstecher zur UD Las Palmas in der Saison 1958/59 wirkte er noch bei baskischen Vereinen als Trainer und beendete seine Karriere 1971 bei CA Osasuna.

## Erfolge als Trainer
- Spanischer Pokalsieger: 1947, 1958